# Toni Wirtanen
Toni Juhana Wirtanen, född 4 april 1975 i Heinola, Finland, är en finländsk musiker, sångare och gitarrist i finska gruppen Apulanta.
Toni flyttade till Salo när han var knappt 1 år och studerade på Lauris skola. Efter att Tonis pappa dog då han var 11 år gammal flyttade hans familj tillbaka till Heinola. Redan nu hade sångskrivning och målning kommit in i hans liv. Detta var det enda sätt för Toni att få visa sina känslor. 
Wirtanen är även känd för att ha skrivit sånger för den finska popsångaren Irina.
Toni har även medverkat i ett antal finska filmer. Bland annat i Pitkä kuuma kesä "Lång het sommar". Där han spelar Lärssi som är ledaren och sångaren i skolbandet "The Vittupäät". Han har varit domare i The Voice of Finland sedan den sjunde säsongen.